# Kikladske figurice
Kikladske figurice  je grupa artefakata izrađenih od mermera, pronađena na arheološkim lokalitetima na oko 220 uglavnom nenaseljenih Kikladskih ostrva u Egejskom moru, koji su tako nazvani po grčkoj reči κυκλάς  za „oko”, „okolo” ili „u krug”, kao oznaka za sva ostrva „oko” ostrva Delosa, koga su u antici nazivali svetim ostrvom jer su prema grčkom mitu ovde rođeni božanski blizanci, bog sunca Apolon i boginja meseca Artemida. Kako se Kiklade povezuju sa najstarijom egejskom kulturom, jednostavne apstraktne mermerne Kikladske figurice najtipičniji su primerci impresivne kikladske umetnosti. Jednostavnost, životnost i sklad i lepota ovih apstraktnih figura glavne su osobine kikladske umetnosti, koja je kao takva nadahnula mnoge umetnike u 20. veku da po uzoru na kikladske figure u svojim vajarskim delima eksperimentišu odbacivanjem suvišnoga.

## Geografija Arhipelaga Kiklidi
U Egejskom moru, jugoistočno od Atike i severno od Krita, nalazi se Arhipelag Kikladi grupa od 220 grčkih ostrva u centru Egeja, između Sporada i Krita — između Peloponeza i Anadolije. U centru ovog arhipelaga se nalazi Delos, ostrvo koje je smatrano svetim zavičajem boga Apolona. Druga veća ostrva su: Mikonos, Paros, Milos, Sifnos, Amorgos, Tinos, Serifos i Santorini.
Arhipelag je najvećim delom nenaseljena usled:
- nepristupačnosti, zbog stena koje se skoro vertikalno obrušavaju u more,
- nepredvidljive klime (pojave iznenadnih oluja, vrlo malo padavina)
- neplodnog zemljišta.

Ovu grupu ostrva najbolje je opisao grčki arheolog Hristos Dumas: 
| „ | Ako zemlja i voda čine kikladski pejzaž, vazduh i vatra, nebo i sunce sjedinjuju se da ga obdare naročitom bistrinom koja čini osnovu kikladskog duha… | ” |

Kikladski narod, koji je naseljavao ova Ostrava bili su putnici iz Male Azije oko 3000. godine pre nove ere. Oni iako su prvenstveno ribari i stočari, u istoriji civilizacije ostavili su brojne tragove koji su delimično otkriveni u kikladskim figuricama i drugim materijalnim tragovima, ali svako nedovoljnim za bolje upoznavanje sa izgubljenim narodom ovog prostora, koji sa danas smatra bezvremenim prostorom, koji se tokom više od 50 vekova nije promenio. 

## Istorija
O ljudima sa Kiklada ne zna se mnogo. Stari Grci ova ostrva nazvali su Kikladi (Kyklades) – a naziv potiče od reči kyklos u značenju krug . Krug na koji se mislilo u antičkom svetu činila su ostrva smeštena oko svetog ostrva Delosa, Apolonovog svetilišta.
Jedan od prvih pomena Kiklda nalazimo u delu Hesioda, koji je u svom delu Poslovi i dani opisao drevni ritam kikladskog čoveka, koji je na skromnim poljima uzgajao ječam i pšenicu, na brdskim padinama vinovu lozi i masline, a između njih koze i ovce.
Prirodna bogatstva ovog podneblja (zlato, srebro, bakar, mermer, opsidijan... ) doveli su do brzog razvoja, koji je omogućio i razvoj jedinstvene umetnosti.
Osim očuvanih prirodnih lepota, belih mermernih stena nad azurno plavim morem, ova ostrva u sebi kriju i mnoge tajne, o tome kako se odvijao život i kako je nastala umetnost, neke tajanstvene civilizacije koja je ovde boravila i za soobom ostavila dela kojima se danas diče mnogi muzeji i privatne kolekcije? Kako su mnoga pitanja ostala bez odgovora – kikladska civilizacija i kikladske umetnosti dalje su velika nepoznanica.
Kako, arheolozi nisu otkili radionice za izradu upotrebnih predmeta i umetnilkih dela, nepoznata je i organizacija izrade kikladskih umetnika.

## Kikladska umetnost
Umetničko stvaranje sa Kiklada najbolje ilustruju minimalističke skulpture jasnih linija, koje su najviše nastajale u periodu Bronnzanog doba, između 3000. i 2000.. godine p.n.e. kada je počeo da se oseća snažan uticaj minojske kulture sa Krita.
Matertijal koji su koristili kikladski umetnici za izradu skulptura, koristili u najvežem broju slućajeva je kvalitetan beli mermer, kojim je većina kikladskih ostrva bogata. Istraživanja su pokazala da su glavni izvori mermera u tadašnje vreme bila ostrva Naksos, Keros, Paros i Jos. Od ostalih materijala upotrebljavan je zeleni i crni kamen, krečnjak, tuf, zeleni masnik, morske školjke, bronza i glina...  

## Značenje i namena
Zbog nedostatka pisanih tragova, o značenju i ulozi ovih skulptura zaključak se izvodi na osnovu saznanja iz ranijih arheoloških istraživanja ilogičkog zaključivanja, i materijalnih tragova koji arheolozi nemaju dovoljno. Nedostatak materijalnih tragova najviše je uzrokovan
| „ | ...zbog masovnih krađa arheoloških nalazišta tokom pedesetih i šezdesetih godina dvadesetog veka, koje su dovele do toga da se mnogo ovih jedinstvenih skulptura nađe na tržištu umetničkih predmeta. Procena je da je od 1.400 poznatih figurina samo oko 40% pronađeno iskopavanjima. | ” |

Neki sitaživačismatraju da su figurice predstave ženskih božanstava plodnosti, ili su služile kao žrtveni darovi namenjeni božanstvu? Da li prekrštene ruke upućuju na poštovanje? Tako se godimam postavlja čitav niz pitanja, a odgovori se pretvaraju u nagađanja. 
Razlika između ženskih i muških figurica
Najbrojnije su ženske figure, koje su prikazane statično, u stojećem položaju. Retke muške figure su po pravilu u sedećem položaju (na primer muškarac koji svira harfu ili muškarac koji svira flautu).
Dvostruke figurice

Mešu figuricama postoje i dvostruke figure, među kojima su posebno interesantne ona na kojima manji lik stoji na glavi većeg, a oba zadržavaju kanonski položaj prekrštenih ruku. 
| „ | Naučnici pretpostavljaju da one prikazuju akrobate, a njihovu akrobaciju kao i zvuk flaute i pevanje uz harfu smatraju delom nekog obreda. | ” |

Figurice sa likom životinja
Figure sa likom životinja su vrlo retke, ali su otkrivene mermene posude u obliku svinje i golubice. Izuzetno vredan artefakt je plitka posuda po čijoj se sredini pruža prečka na kojoj sedi šesnaest golubica. I prečka i golubice izrađene su od jednog komada mermera. Osam golubica gleda na jednu, a osam na drugu stranu. Ovakvim rasporedom golubica čitava kompozicija poprimila je blagi kružni pokret.
Materijal, boja i način izrade

Iako je većina figurica izrađena od skoro prozirnog belog mermera, na mnogim postoje i ostaci boje, koja je najćešće isticala detalje poput očiju, kose, nekih oznaka na licu ili telu. Najčešće su korišćene crvena i plava boja, a nešto ređe zelena i crna boja. Tragovi bojenja nalazes se i na brojnim mermernim posudama i glinenim vazama. 
| „ | Na pitanje o značenju boja stručnjaci daju različite odgovore. | ” |

 Izradu kikladskih figurica, u zanatskom smislu, pratio je detaljan sistem primene proporcija što je zahtevalo precizno uzimanje mere i veliku veštinu izrade od strane „umetnika”.

## Literatura
- Doumas, Christos (1969). Early Cycladic Art. Frederick A. Praeger, Inc.
- Higgins, Reynold (1967). Minoan and Mycenaean Art. Thames and Hudson.
- Hood, Sinclair (1978). The Arts in Prehistoric Greece. Penguin Books.

## Spoljašnje veze
Mediji vezani za članak Kikladske figurice na Vikimedijinoj ostavi